# Ambschell Antal
Ambschell Antal, névváltozatok: Ambschel, Ambschl, Ambšl (Győr, 1751. március 9. – Pozsony, 1821. július 15.) magyar jezsuita, később világi pap és egyetemi tanár.

## Élete
1768-ban a jezsuiták szerzetébe lépett; felsőbb tanulmányait Bécsben végezte és ugyanott bölcsészdoktori oklevelet nyert. A rend eltörlése (1773) után, mint világi pap, Laibachban a természettudományi és fizikai tudományokat 11 évig, Bécsben 1784-től 1803-ig adta elő. 1807 augusztusában a pozsonyi társas káptalan kanonokává nevezték ki, 1809-ben lemondott a plébániáról.

## Munkái
- Dissertatio de aquae aliorumque fluidorum elasticitate. Laibach, 1778 (Herbert értekezése németből fordítva)
- Dissertatio de centro gravitatis in subsidium suorum discipulorum conscripta. Uo. 1779
- Dissertatio de motu in genere. Uo. 1780
- Predigt an dem Festtage des heiligen Antonius von Padua. Wien, 1782
- Anfangsgründe der allgemeinen Naturlehre. 6 kötet. Uo. 1791–93
- Elementa algebrae. Pestini, 1799 (Rausch-sal együtt.)
- Elementa physicae e phaenomenis et experimentis deducta aut attentione stabilita. Vindobonae, 1807. 6 köt.
- Elementorum matheseos tomi III. Uo. 1807–1806

Ezeken kívül megjelent tőle több egyházi beszéd német nyelven.